# Müglitztal
Müglitztal é um município da Alemanha, situado no distrito de Sächsische Schweiz-Osterzgebirge, no estado da Saxônia. Tem 21,00 km² de área, e sua população em 2019 foi estimada em 1.910 habitantes.